# Пробужденіє (Воронезька область)
Пробужденіє (рос. Пробуждение) — селище у Підгоренському районі Воронезької області Російської Федерації.
Населення становить 487 осіб (2010). Входить до складу муніципального утворення Переваленське сільське поселення.

## Історія
Населений пункт розташований у історичному регіоні Чорнозем'я. Від 1928 року належить до Підгоренського району, спочатку в складі Центрально-Чорноземної області, а від 1934 року — Воронезької області.
Згідно із законом від 15 жовтня 2004 року входить до складу муніципального утворення Переваленське сільське поселення.

## Населення
| 2010 |
| ---- |
| 487  |